# Петр Јирачек
Петр Јирачек (чеш. Petr Jiráček; Тухоржице, 2. март 1986) чешки је фудбалер, који тренутно игра за Злин.

## Клупска каријера
Започео је каријеру у клубу Баник Соколов, клубу где је стигао са десет година и провео је прве два професионалне сезоне у том клубу. Јирачек је прешао у екипу Викторије Плзењ 2008. године. У тиму Викторије, имао је тачно 100 лигашких наступа и био је кључни играч у тиму који је освојио титулу првака Чешке у сезони 2010/11, подвиг који никада раније није био остварен у историји клуба. Титула им је дала и прилику да играју у Лиги шампиона 2011/12, где су стигли до групне фазе и завршили су на трећем месту иза Барселоне и Милана. Јирачек није играо само на једном мечу у европском такмичењу. Такође је освојио чешки куп 2009/10 и Супер куп 2011.
У децембру 2011. године, Јирачек је потписао четворогодишњи уговор са бундеслигашем Волфсбургом. Одмах оставља добар утисак након што је дао важан гол у свом четвртом лигашком мечу у победи над Фрајбургом. Претрпео је повреду крајем фебруара 2012, па је одсуствао са терена, а у преосталом делу сезоне ушао је у игру само неколико пута.
Дана 26. августа 2012. објављено је да ће се Јирачек придружити Хамбургу, након што није импресионирао играма током боравка у Волфсбургу.
У августу 2015. године прешао је у Спарту из Прага, потписивши четворогодишњи уговор са клубом.
Од 2017. године играо је за фудбалски клуб Фастав из Злина.

## Репрезентација
У септембру 2011, дебитовао је за репрезентацију Чешке у мечу против Шкотске. Први гол је постигао у победи од 1:0 против Црне Горе у квалификацијама Европско првенство 2012.
Играо је кључну улогу у тиму који је стигао до четвртфинала Европског првенства 2012. године. Постигао је два гола на турниру, оба у групној фази против Грчке и Пољске.
- Голови Јирачека за фудбалску репрезентацију Чешке.

| #  | Датум              | Место     | Противник | Гол  | Резултат | Такмичење                                         |
| -- | ------------------ | --------- | --------- | ---- | -------- | ------------------------------------------------- |
| 1. | 15. новембар 2011. | Подгорица | Црна Гора | 1: 0 | 1 : 0    | Квалификације за Европско првенство 2012. (бараж) |
| 2. | 12. јун 2012.      | Вроцлав   | Грчка     | 1: 0 | 2 : 1    | Европско првенство 2012.                          |
| 3. | 16. јун 2012.      | Вроцлав   | Пољска    | 1: 0 | 1 : 0    | Европско првенство 2012.                          |

- Статистика.

| Година | Наступи | Голови |
| ------ | ------- | ------ |
| 2011   | 5       | 1      |
| 2012   | 12      | 2      |
| 2013   | 10      | 0      |
| 2014   | 1       | 0      |
| Укупно | 28      | 3      |